# 裸島
裸島（はだかじま）は、徳島県鳴門市鳴門町土佐泊浦に位置する無人島。

## 地理
鳴門海峡の西部に位置し、鳴門公園の相ヶ浜から海上約100mにある小島。南東には飛島がある。瀬戸内海国立公園に属している。
「板野郡誌」に「東西拾五間南北拾間周囲壱町弍拾壱間」とあり、寛政7年(1795年)の「鳴門辺集」に「廻リ岩リ而畳のことし松生シ有リ」とあるようにその岩肌の露呈した野生的な景観は昔から変わらない。
鳴門公園千畳敷からみる鳴門海峡の美にひとつの彩りを添えていたが、大鳴門橋の四国側主塔が、島の中央水路寄りに建設され島の真上を道路が通るようになり、景観が一変した。

## 施設
- 大鳴門橋